# 4367 Meech
4367 Meech este un asteroid din centura principală, descoperit pe 2 martie 1981, de Schelte Bus.